# Hans Georg Weiss
Hans Georg Weiss (* 9. Oktober 1927 in Monschau; † 20. Oktober 2008 ebenda) war ein deutscher Schriftsetzermeister, Unternehmer und Politiker (CDU).

## Leben
Nach dem Besuch der Volksschule und des Gymnasiums wurde Weiss zum Ende des Zweiten Weltkrieges zum Arbeitsdienst und zur Wehrmacht eingezogen. Nach seiner Rückkehr aus amerikanischer Gefangenschaft lernte er im elterlichen kleinen Druckbetrieb den Beruf des Schriftsetzers und des Druckers. Bei der Aachener Volkszeitung machte er ein Verlagsvolontariat. 1960 legte Hans Georg Weiss die Meisterprüfung als Schriftsetzer vor der Handwerkskammer Aachen ab und übernahm 1962 den Betrieb von seinem Vater Jacob Weiss. Er kaufte eine Offset-Druckmaschine und gründete 1966 den Eifeler Wochenspiegel als kostenloses Anzeigenblatt. 1969 erwarb er die erste Offsetrotationsmaschine. 1974 beendete er den Bleisatz und stellte auf Photosatz um. Mit der Anschaffung der ersten 4-Farb-Rotationsmaschine stand Weiss-Druck zu seinem hundertjährigen Jubiläum im Jahre 1975 an der Spitze des technischen Fortschritts. Durch ständige Investitionen wuchs das Unternehmen und seine Beteiligungen in den kommenden Jahren beträchtlich, insbesondere mit dem Engagement in den neuen Bundesländern. Heute ist Weiss-Druck eine der modernsten und größten Offsetdruckereien – mit Druckstandorten in Monschau, Limburg an der Lahn und Hoyerswerda. Zur Unternehmensgruppe Weiss gehören Grafik- und Satzbetriebe, Distributionsunternehmen und Internetanbieter. 
Der Wochenspiegel der Weiss-Gruppe erscheint heute in den Gebieten Eifel, Hunsrück/Nahe, Mosel, Ahr und Trier.
Hans Georg Weiss glaubte früh an das Medium „Anzeigenblatt“ und wurde 1982 Vorsitzender des Verlegerverbandes VVDA. 1987 wurde durch sein Engagement der Bundesverband Deutscher Anzeigenblätter (BVDA) gegründet, der als einheitlicher Verband alle Anzeigenblätter in Deutschland, unabhängig von ihren Eigentumsverhältnissen, vertritt. Hans Georg Weiss war von 1987 bis 1997 Präsident des BVDA und wurde 1997 zum Ehrenpräsidenten ernannt.

## Politik
Früh engagierte sich Hans Georg Weiss in der Jungen Union und war dort Kreissprecher und später Landesschatzmeister. Zusammen mit Heinz Schwarz gehört er zu den Pionieren des Mitgliedermagazins der Jungen Union „Die Entscheidung“. Von 1961 bis 1972 und dann wieder ab 1975 bis 1989 war er Ratsmitglied seiner Heimatstadt Monschau. Im Kreistag des ehemaligen Kreises Monschau war er von 1961 bis 1972 tätig, von 1964 bis zur Auflösung des Kreises 1972 durch das erste Aachen-Gesetz war er der letzte Landrat des Kreises Monschau. In den folgenden drei Jahren war er stellvertretender Landrat des Landkreises Aachen. Vom 26. Juli 1970 bis zum 30. Mai 1990 war Weiss Mitglied des Landtages NRW. Hans Georg Weiss übernahm in den Jahren zwischen 1985 und 1990 den Vorsitz im Haushaltsausschuss.
Hans Georg Weiss war von 1967 bis 1972 Kreisvorsitzender der CDU Kreisverband Monschau und von 1972 bis 1975 und von 1977 bis 1989 Vorsitzender der CDU des Stadtverbandes Monschau. Die CDU Monschau ernannte Hans Georg Weiss 1990 zu ihrem Ehrenvorsitzenden, seit 1993 war er Ehrenmitglied der CDU des Kreises Aachen.
Neben vielen kulturellen Tätigkeiten war Weiss auch Initiator der Monschauer Festspiele auf der dortigen Burg.

## Familie
Hans Georg Weiss war seit 1952 mit Mathilde Weiss, geb. Peters, verheiratet. Hans Georg und Mathilde Weiss haben zwei Kinder, einen Sohn, Georg Weiss, geb. 1959, und eine Tochter Dorit Schlieper, geb. Weiss, geb. 1957. Georg Weiss wurde nach dem Tode seines Vaters Chef der Unternehmensgruppe Weiss, nachdem Hans Georg und Georg Weiss die Unternehmensführung in den letzten Jahren gemeinsam ausgeführt haben.
Hans Georg gründete mehrere soziale und musikalische Stiftungen. Der von ihm gegründete Antoniusverein kümmert sich um benachteiligte Menschen in Monschau.
Nach dem Ehrenbürger der Stadt Monschau wurde die Hans-Georg-Weiss-Straße benannt.

## Auszeichnungen und Ehrungen
- Bundesverdienstkreuz am Bande (1977)
- Bundesverdienstkreuz 1. Klasse (1981)
- Großes Bundesverdienstkreuz der Bundesrepublik Deutschland[6]
- Verdienstorden des Landes Nordrhein-Westfalen[6]
- Offizier des belgischen Kronordens[6]
- Offizier des luxemburgischen Kronordens[6]
- Ehrenpräsident des Bundesverbandes Deutscher Anzeigenblätter, BVDA[5]
- Ehrenbürger der Stadt Monschau[6]
- Goldene Landratsplakette des Kreises Aachen
- Ehrenvorsitzender der CDU Monschau
- Ehrenmitglied der CDU des Kreises Aachen
- Ehrenmitglied in zahlreichen Vereinen und Institutionen